# Déclaration d'amour
 (mai 2014).

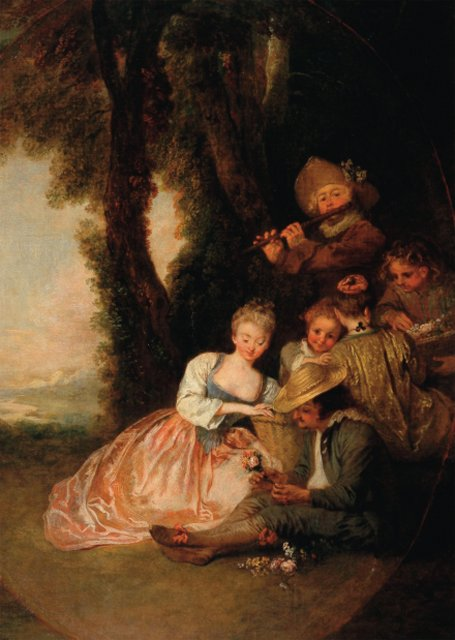
La Déclaration attendue, par Antoine Watteau (Musée des beaux-arts d'Angers).

Une déclaration d'amour est une intervention par laquelle une personne fait connaître à une autre le sentiment amoureux qu'elle entretient à son égard. Elle peut être formulée oralement ou par écrit, par exemple via une lettre d'amour.
Une déclaration d'amour est généralement un tournant dans la relation qui existe entre deux personnes puisque le destinataire est en quelque sorte sommé de faire à son tour connaître ses sentiments à l'égard du déclarant. Si les sentiments sont partagés, un couple peut se former ou, s'il était déjà établi auparavant, se sentir désormais renforcé, comme officiel. À l'inverse, si les sentiments ne sont pas réciproques, la situation peut devenir trouble et éventuellement conduire à la fin de la connivence ou même de l'amitié préexistante entre les personnes concernées.